# Thieuloy-Saint-Antoine
Thieuloy-Saint-Antoine – miejscowość i gmina we Francji, w regionie Hauts-de-France, w departamencie Oise.
Według danych na rok 1990 gminę zamieszkiwało 311 osób, a gęstość zaludnienia wynosiła 125 osób/km² (wśród 2293 gmin Pikardii Thieuloy-Saint-Antoine plasuje się na 689. miejscu pod względem liczby ludności, natomiast pod względem powierzchni na miejscu 1093.).